# Église Saint-Louis de Jully-sur-Sarce
L'église Saint-Louis est une église située à Jully-sur-Sarce, en France.

## Description
L'église fut rebâtie en 1859-60 sur l'emplacement de l'ancienne en conservant le portail du XVIe siècle. Elle fut bénie le 4 novembre 1860 sous le vocable de saint Louis. Elle possède un mobilier ancien comme :
- un bénitier[2] du XIIe siècle circulaire avec quatre piliers ;
- deux statues de Marie à l'enfant Jésus[3],[4] du XIVe siècle ;
- plusieurs autres du XVIe siècle, un saint Éloi[5] en calcaire avec des traces de peinture ;
- Saint Éloi[6] en chêne peint ;
- plusieurs tableaux du XVIe siècle, une Mort de Marie[7], peinture sur bois ;
- et son pendant les Obsèques de Marie[8] peinture sur panneau de bois ;
- un christ en croix[9] du XVIe siècle en bois peint en blanc.

## Localisation
L'église est située sur la commune de Jully-sur-Sarce, dans le département français de l'Aube.

## Historique
Elle était une succursale de la paroisse de Villemorien, au doyenné de Bars-sur-Seine. En 1044, Hugues de Breteuil, évêque avait donné l'église à l'abbaye de Montier-Saint-Jean. L'église était du XIIe siècle, sous le vocable de l'assomption de la Sainte Vierge. Elle possédait des reliques de saint Louis, de Protais et de Gervais et une confrérie de Saint-Louis au XVIIe siècle. Elle fut rebâtie en 1859-60. 
L'édifice est inscrit au titre des monuments historiques en 1926.